# Världsmästerskapen i alpin skidsport 1938
Världsmästerskapen i alpin skidsport 1938 kördes 5–6 mars 1938 i Engelberg, Schweiz.

## Herrar

### Störtlopp
Datum: 5 mars 1938
| Placering | Land               | Tid        |
| --------- | ------------------ | ---------- |
| 1         | James Couttet      | 3:17,8 min |
| 2         | Émile Allais       | 3:19,8 min |
| 3         | Hellmut Lantschner | 3:24,2 min |
| 4         | Rudolf Rominger    | 3:26,2 min |
| 5         | Roman Wörndle      | 3:28,6 min |
| 5         | Thaddäus Schwabl   | 3:28,6 min |

### Slalom
Datum: 6 mars 1938
| Placering | Land               | Tid        |
| --------- | ------------------ | ---------- |
| 1         | Rudolf Rominger    | 3:03,4 min |
| 2         | Émile Allais       | 3:07,3 min |
| 3         | Hellmut Lantschner | 3:07,7 min |
| 4         | Rudolph Matt       | 3:13,3 min |
| 5         | Thaddäus Schwabl   | 3:14,8 min |
| 6         | Joseph Pertsch     | 3:15,1 min |

### Alpin kombination
Datum: 5-6 mars 1938
| Placering | Land               | Poäng     |
| --------- | ------------------ | --------- |
| 1         | Émile Allais       | 331 poäng |
| 2         | Rudolf Rominger    | 335 poäng |
| 3         | Hellmut Lantschner | 336 poäng |
| 4         | Thaddäus Schwabl   | 345 poäng |
| 5         | Joseph Bertsch     | 351 poäng |
| 6         | Roman Wörndle      | 352 poäng |

## Damer

### Störtlopp
Datum: 5 mars 1938
| Placering | Land              | Tid        |
| --------- | ----------------- | ---------- |
| 1         | Lisa Resch        | 3:32,2 min |
| 2         | Christl Cranz     | 3:34,6 min |
| 3         | Käthe Grasegger   | 3:40,6 min |
| 4         | Nini von Arx-Zogg | 3:52,2 min |
| 5         | Erna Steuri       | 3:54,6 min |
| 6         | Marian McKean     | 3:55,0 min |

### Slalom
Datum: 6 mars 1938
| Placering | Land               | Tid        |
| --------- | ------------------ | ---------- |
| 1         | Christl Cranz      | 2:51,9 min |
| 2         | Nini von Arx-Zogg  | 2:57,4 min |
| 3         | Erna Steuri        | 2:59,1 min |
| 4         | Lisa Resch         | 3:02,7 min |
| 5         | Käthe Grasegger    | 3:02,8 min |
| 6         | Laila Schou Nilsen | 3:06,0 min |

### Alpin kombination
Datum: 5-6 mars 1938
| Placering | Land              | Poäng     |
| --------- | ----------------- | --------- |
| 1         | Christl Cranz     | 352 poäng |
| 2         | Lisa Resch        | 358 poäng |
| 3         | Käthe Grasegger   | 367 poäng |
| 4         | Nini von Arx-Zogg | 374 poäng |
| 5         | Erna Steuri       | 378 poäng |
| 6         | Stella Dybwad     | 387 poäng |

## Medaljligan
| Placering | Land      | Guld | Silver | Brons | Totalt |
| --------- | --------- | ---- | ------ | ----- | ------ |
| 1         | Tyskland  | 3    | 2      | 5     | 10     |
| 2         | Frankrike | 2    | 2      | -     | 4      |
| 3         | Schweiz   | 1    | 2      | 1     | 4      |